# Phialella falklandica
Phialella falklandica is een hydroïdpoliep uit de familie Phialellidae. De poliep komt uit het geslacht Phialella. Phialella falklandica werd in 1902 voor het eerst wetenschappelijk beschreven door Browne. 